# ミゲル・ロペス・デ・レガスピ

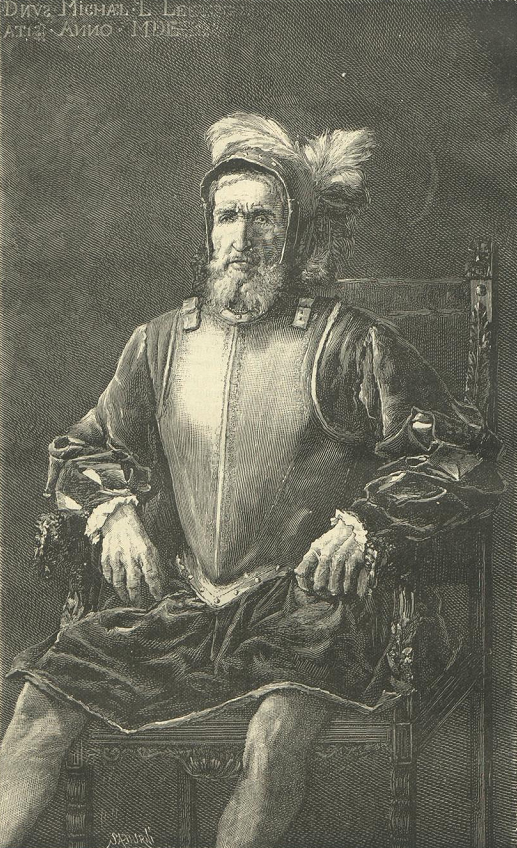
ミゲル・ロペス・デ・レガスピ

ミゲル・ロペス・デ・レガスピ（スペイン語: Miguel López de Legazpi、1502年 - 1572年8月20日）は、1565年にフィリピン諸島を征服し初代フィリピン総督となった、スペインのコンキスタドール（征服者）。
別名「エル・アデランタード（西: El Adelantado、アデランタードとは征服地の統治権を持つ司令官）」または「エル・ビエホ（西: El Viejo、老人）」とも呼ばれた。

## 前半生
1502年、ミゲル・ロペス・デ・レガスピはスペイン・バスク地方のギプスコアにあるスマラガで、地元の貴族ドン・フアン・マルティネス・ロペス・デ・レガスピ（Don Juan Martínez López de Legazpi）とエルビラ・グルチャテギ（Elvira Gurruchategui）の間に末息子として生まれた。
1526年から1527年の間、ロペス・デ・レガスピは故郷の町の町議会議員として活動した。1528年、エルナン・コルテスがメキシコに入植地を建設した後、ロペス・デ・レガスピはメキシコに作られたスペインの植民地「ヌエバ・エスパーニャ」に向かい新生活を始めた。これには彼の両親が亡くなり、その家族の財産のすべてを兄が相続してしまったことへの不満もあった。ヌエバ・エスパーニャのトラスカラで彼はホアン・ガルセスとその妹、イサベル・ガルセスと働いた。後にロペス・デ・レガスピはイサベルと結婚し、9人の子をもうけることになる。イサベルは1550年代半ばに亡くなった。
1528年から1559年の間、ロペス・デ・レガスピは財務部局評議会のリーダーとして、メキシコ市の市長として働いた。そして1564年初頭、副王ルイス・デ・ベラスコは、ロペス・デ・レガスピに対し、太平洋に出航し香料諸島（モルッカ諸島）への遠征の指揮を執るよう任命した。香料諸島は高価なスパイスを産出するため羨望の地となっており、1521年にはフェルディナンド・マゼランが、1543年にはルイ・ロペス・デ・ビリャロボスがスペインの艦隊を率いて太平洋を横断しこれらの島々に到達していたが、インド周りで航海するポルトガル人によって先に征服されようとしていた。
この遠征はスペイン王フェリペ2世（ビリャロボスは1543年の探検で、皇太子時代の彼を称え、現在のフィリピン諸島にフェリペナスと名づけていた）によって命令されたものであった。1564年7月に副王は亡くなるが、副王の下のアウディエンシア（司法官）とロペス・デ・レガスピはすでに遠征の準備を完了していた。1564年11月21日の早朝、5隻からなる艦隊と500名の武装した兵士、聖アウグスチノ修道会の修道士で航海士のアンドレス・デ・ウルダネータやフランシスコ会からの修道士を連れて、ロペス・デ・レガスピは現在のメキシコ西海岸・ハリスコ州にあるバラ・デ・ナビダード（Barra de Navidad）の港を出航した。

## フィリピン諸島への到達
ロペス・デ・レガスピと部下たちは93日かけて太平洋を航海した。1565年のはじめ、彼らはマリアナ諸島に上陸し、短期間停泊し物資を再補給した。彼らはチャモロ人との抗争を起こし、いくつかの家屋を焼き払った。
ロペス・デ・レガスピたちがフィリピン諸島に到達しセブ島の海岸に上陸したのは1565年2月13日のことであった。現地人との短い戦いの後、彼らは一旦島を去り、近くのレイテ島とカミギン島を転々とした後、3月16日にボホール島の海岸に漂着した。彼らは現地人たちに、自分たちは島を奪いに来たポルトガル人ではないと説得し、スパイスと金を得た。ロペス・デ・レガスピは地元の首長（ダトゥ）・シカトゥナと血盟を結んだ。互いに腕を切って血を流し、杯に入れて飲み合い、互いの友情の証としたのである。
4月27日、ロペス・デ・レガスピたちはセブ島に戻った。島の東岸にあるスグボ（現・セブ）を治めていたのは、かつてマゼラン来航の際にキリスト教に改宗した酋長ラジャ・フマボンの、息子にあたるラジャ・トゥパスであったが、フマボンはマゼランを裏切り、偽りの宴を設けて、一行の多くを毒殺していた。ロペス・デ・レガスピの兵隊たちはこの町を攻撃し破壊した。ここに、彼らはフィリピン諸島における最初の入植地、ビジャ・デル・サンティシモ・ノンブレ・デ・ヘスス（Villa del Santisimo Nombre de Jesús、イエスの最も聖なる御名の村）とビジャ・デ・サン・ミゲル（Villa de San Miguel、聖ミカエルの村）を建設した。7月、増援を求めるためと復路開拓のためにロペス・デ・レガスピはアンドレス・デ・ウルダネータをメキシコへ戻らせた。
1567年、スペイン王の命令の元、200人のスペイン人とメキシコ人の兵士がセブ島に着いた。彼らは入植地に都市を成立させ、フエルサ・デ・サン・ペドロ（サン・ペドロ要塞）を築いてメキシコとの貿易の前哨地点に、また敵意のある現地人の反乱に対する備えにした。これは今もセブ市の海岸に建っている。
1568年、ロペス・デ・レガスピは部下を一人スペインに戻し、彼らの成果を報告させた。ロペス・デ・レガスピ自身は健康の問題と高齢のためセブに残り、後のマニラ征服の際にも兵士たちに同行しなかった。この頃彼は北方のルソン島のマニラに富があることを聞き、二人の副官、マルティン・デ・ゴイティ (Martín de Goiti) とフアン・デ・サルセード (Juan de Salcedo) を北部地方の探検に向かわせた。

## マニラ征服
1569年末、300人のスペイン兵、騎兵、数名の現地人の兵士たちがマルティン・デ・ゴイティに率いられセブ島を出発し、フィリピン中部、ビサヤ諸島の北部の探検から開始した。彼らはパナイ島に到達し、ミンドロ島で中国人の海上貿易商人と遭遇し紛争になった。ゴイティとサルセードはミンドロ島東岸の中国人海賊たちと戦い、彼らを破り島から追い出した。スペイン人植民者たちは後にこの海岸に入植地を築く。
1570年5月8日、スペイン人植民者らはマニラに到達し、マニラ湾に入ったが、中国や東南アジアと交易するマニラ港の規模や豊かさをその目で見て圧倒された。彼ら一行はムスリムとなっている現地人たちに歓迎された。当地のムスリムの王、ラジャ・スリマン (Rajah Suliman) と同盟を結ぶふりをする間、ゴイティの兵士たちはマニラ郊外で数週間キャンプを張った。植民者たちがわざわざキャンプを張ったのは、現地人を騙して彼らの来訪と滞在があくまで短期間に過ぎないと思わせるためでもあった。
5月24日、スペイン人たちと現地人たちの間に争いが起こった。これを契機に、スペイン兵たちはマニラ近郊のトンドにあったムスリム居住区とマニラの街に進軍し、スリマンの兵士たちとの戦闘が開始された。重武装のスペイン兵はスリマンの兵を破り一帯を制圧した。こうして、マニラはスペインによって征服された。
同じ頃、更なる援軍がメキシコからセブ島に到着していたが、これに刺激されたロペス・デ・レガスピはセブを去ることにした。彼は250人のスペイン兵と600人の現地人兵を連れてレイテ島やパナイ島を探検した。ロペス・デ・レガスピはゴイティとサルセードがマニラを征服したと聞き、彼らの後を追い、翌1571年マニラに着いた。
マニラでは、ロペス・デ・レガスピは地元のムスリム共同体の評議会、ラジャ・スリマン、マタンダ、ラカンデュラら、有力者たちと平和条約を結んだ。両者は、2人の市長、12人の評議員と1人の書記からなるマニラ市評議会を形成することで合意した。ロペス・デ・レガスピは1571年６月24日、ついに恒久的な入植地をマニラに成立させた。そして城壁都市イントラムロスの建設も指示した。彼はこの街がフィリピン諸島の首都であり、西太平洋におけるスペイン政府の恒久的な領土になったと宣言した。
聖アウグスチノ修道会およびフランシスコ会の宣教師の助力により、彼はフィリピン諸島に政府を樹立した。彼は最初のフィリピン総督になり、現地人をローマ・カトリックに改宗させていった。彼の支配に反抗する者たちは拷問され処刑されたが、彼らを支援した者たちは功績を称えられ、エンコミエンダ制によりエンコメンデロに任命された。彼らは土地と現地人を委託され、現地人のキリスト教化や保護をする代わり、彼らを労役のため徴発し税を取り立てる権利を得た。

## 晩年
ロペス・デ・レガスピは1572年、マニラで心不全で死ぬまでの1年間、植民地を統治した。彼は征服活動の間、個人資産のほとんどをそのために使ってしまったため、貧困と破産のうちに亡くなりわずか数ペソしか遺さなかった。ロペス・デ・レガスピは後にイントラムロスのサン・アウグスティン教会にその遺体を安置された。彼は、1574年にスペイン王からマニラ市へ「著名にして永久に忠実なスペインの都市（Insigne y Siempre Leal Ciudad de España）」という称号が贈られ、その記念祭が盛大に開催される光景を見ることはなかった。
ロペス・デ・レガスピの死までに、フィリピンを構成する三大地域（ルソン島周辺・ビサヤ諸島・ミンダナオ島周辺）のうち、ミンダナオ島南部以外はスペインの支配下に入っていた。続く256年の間、フィリピンはヌエバ・エスパーニャ（メキシコ）の植民地となった。

## スペイン王への手紙
晩年、ロペス・デ・レガスピは、彼が果たした東インド探検及びその征服を綴った手紙をフェリペ2世に数通書いている。これらの書簡は「Cartas al Rey Don Felipe II : sobre la expedicion, conquistas y progresos de las islas Felipinas」と総称されている。これらは今でも、セビリアにある東西インド征服に関する文書保管庫に保管されている。